# Here We Go Again (album van Demi Lovato)
Here We Go Again is het tweede studioalbum van Amerikaanse pop/rockzangeres Demi Lovato. Het werd uitgebracht op 21 juli 2009 door het platenlabel Hollywood Records. In de eerste week werden er 108.000 exemplaren verkocht.

## Achtergrond
Lovato verklaarde dat het nieuwe album een ander soort muziek zou bevatten. In tegenstelling tot de rockinvloeden van haar debuutalbum Don't Forget, zou ze op dit album meer John Mayer-achtige liedjes opnemen. Demi gaf ook aan dat haar vorige album meer een geluid van The Jonas Brothers had, aangezien zij hielpen met schrijven. Zij wilde dit album meer 'eigen' maken.
Zij heeft met muzikale inspiraties van John Mayer, Jon McLaughlin, en William Beckett gewerkt. Lovato zei dat zij haar nieuwe muziek op haar 'Summer Tour' zou uitvoeren.

## Singles
Here We Go Again is het eerste liedje van het album. Het werd vrijgegeven als download op 23 juni 2009. Het lied bereikte met #15 op de Billboard Charts een hoogtepunt.
The Gift Of A Friend is een promo-liedje van het album en werd op 8 september 2009 vrijgegeven om de Tinker Bell and the Lost Treasure, evenals de sound-track. De muziek en video-eigenschappen Tinkerbell en diverse karakters van de film.
Remember December, de tweede officiële single van het album is op 17 november 2009 verschenen. De videoclip is gefilmd op 26 oktober 2009 en werd vrijgegeven op 12 november 2009.
Radio Disney liet liedjes horen van het album. Dit leidde aan de albumpremière op zaterdag 18 juli met een heruitzending de volgende dag.

## Tracklist
| #               | Titel                 | Schrijver                                           | Lengte |
| --------------- | --------------------- | --------------------------------------------------- | ------ |
| 1.              | Here We Go Again      | Meher Filian, Isaac Hasson, Lindy Robbins           | 3:46   |
| 2.              | Solo                  | Demi Lovato, Scott Messenmaker, Anne Preven         | 3:15   |
| 3.              | U Got Nothin' On Me   | Lovato, Filian, Hasson                              | 3:38   |
| 4.              | Falling Over Me       | Lovato, John Fields, Jon McLaughlin                 | 4:06   |
| 5.              | Quiet                 | Lovato, Cutler, Preven                              | 2:45   |
| 6.              | Catch Me              | Lovato                                              | 3:10   |
| 7.              | Everytime You Lie     | Lovato, John Fields, McLaughlin                     | 3:48   |
| 8.              | Got Dynamite          | Lovato, Evan Kidd Bogart, Gary Clark, Victoria Horn | 3:42   |
| 9.              | Stop The World        | Lovato, Nick Jonas, P.J. Bianco                     | 3:33   |
| 10.             | World Of Chances      | Lovato, John Mayer                                  | 2:50   |
| 11.             | Remember December     | Lovato, John Fields, Preven                         | 3:11   |
| 12.             | Everything You're Not | Lovato, Toby Gad, Lindy Robbins                     | 3:43   |
| Bonus Tracks    |                       |                                                     |        |
| 13.             | The Gift Of A Friend  | Andy Dodd, Lovato, Adam Watts                       | 3:26   |
| 14.             | So Far So Great       | Aris Archontis, Jeannie Lurie, Chen Neeman          | 2:15   |
| UK Bonus Tracks |                       |                                                     |        |
| 15.             | La La Land            | Lovato, Nick Jonas, Joe Jonas, Kevin Jonas II       | 3:16   |
| 16.             | Don't Forget          | Lovato, Nick Jonas, Joe Jonas, Kevin Jonas II       | 3:43   |